# Cantó de Saujon
El cantó de Saujon és un cantó francès al districte de Saintes (departament del Charente Marítim). Té 13 municipis: Balanzac, Le Chay, La Clisse, Corme-Écluse, Corme-Royal, Luchat, Médis, Nancras, Pisany, Sablonceaux, Saint-Romain-de-Benet, Saujon (capital), Thézac.
| Data d'elecció                           | Identitat       | Partit          | Qualitat |
| ---------------------------------------- | --------------- | --------------- | -------- |
| 1945-1949                                | M. Boucher      | SFIO            |          |
| 1949-1967                                | M. Nauge        | Divers droite   |          |
| 1967-1973                                | Michel Boucher  | PSU, després PS |          |
| 1973-2004                                | André Brillouet | UDR després RPR |          |
| 2004-                                    | Pascal Ferchaud | PRG             |          |
| les dades anteriors no són pas conegudes |                 |                 |          |

| A partir de 1990: Població sense dobles comptes |